# Horst (Limbourg néerlandais)
Pour les articles homonymes, voir Horst (homonymie).
Horst est un village situé dans la commune néerlandaise de Horst aan de Maas, dans la province du Limbourg. Le 1er janvier 2007, le village recense 12 060 habitants.

## Histoire

### Préhistoire et Antiquité
Des vestiges de campements datant de la période la plus récente de l'Âge de Pierre (vers 8000 av. J.-C.) prouvent que des chasseurs de rennes nomades fréquentaient la vaste toundra froide et aride de la région actuelle de Horst, à la fin de la dernière période glaciaire. Des traces de ces campements ont été retrouvées à la limite ouest de la commune. Des artefacts datant de l'Âge de Pierre Moyen, époque à laquelle on utilisait des outils en silex, ont également été découverts. Lors de la transition révolutionnaire de la chasse à l'agriculture (4000-2000 av. J.-C.), les outils des hommes ont également évolué. Plusieurs haches finement polies ont été retrouvées de cette période. On connaît quelques tumulus funéraires de l'Âge du Bronze. Les morts étaient enterrés sous ces tumulus. Des traces d'habitation datant de l'Âge du Fer (700 av. J.-C.) ont été retrouvées. Des crémations de défunts ont été observées près des forêts du château de Bossen. Vers 1945, un champ d'urnes datant du début et du milieu de l'âge du Fer (environ 700-500 av. J.-C.) a été découvert ici. Parmi d'autres artefacts, une urne dite « Kalenderberg » a été mise au jour. Cette urne, décorée de magnifiques reliefs géométriques, est aujourd'hui exposée, avec de nombreux autres artefacts, dans la salle des antiquités de Horst. Des traces d'occupation romaine ont été découvertes lors de la dernière campagne de fouilles, en 2000. Les populations qui ont vécu dans la région après l'époque romaine et la période des invasions se sont converties au christianisme aux VIe  et  VIIe siècles.

### Moyen-âge
Au XIe siècle, il y avait une petite église, donnée à l'abbaye d'Averbode en 1219. La structure politique de Horst est très floue avant le XIIIe siècle. Il est certain que Horst était une haute seigneurie dotée d'un système judiciaire rigoureux, ce qui signifie que même les « crimes capitaux » pouvaient y être jugés. Les échevins de Horst sont mentionnés pour la première fois le 8 mai 1345. En 1356, les droits de la seigneurie de Horst furent confirmés. Celle-ci appartenait au Land de Kessel et, à partir de 1400 au moins, Huys ter Horst était le siège du bailli de ce pays, qui gouvernait les villages et les environs au nom du duc de Gueldre. Au Moyen Âge, Horst était située relativement en sécurité entre la Peel et la Meuse. Il est remarquable que dans la région de Horst, il n'existe aucune ville dotée de droits de cité, ni ville fortifiée ou entourée de remparts. Dès le début, des communes indépendantes dotées de leur propre échevinat existaient sur le territoire qui constitue aujourd'hui la commune de Horst aan de Maas. Les échevins étaient responsables de l'administration de la justice, tant civile que pénale. Ils jouaient également un rôle important dans l'administration de la commune. Ils rendaient la justice selon l'ancien droit coutumier, transmis oralement. Plus tard, ce droit coutumier fut consigné et finalement consacré dans la « Loi gueldoise sur les terres et les villes de l'Overkwartier de Ruremonde » (1620). Enfin, Horst était également une seigneurie. À la tête d'une seigneurie se trouvait un « seigneur » qui détenait des droits seigneuriaux. Par exemple, le seigneur avait le droit de nommer des échevins. Par exemple, le seigneur avait le droit de nommer les échevins. Le seigneur, ou son adjoint, le scholtis, agissait en qualité de procureur, notamment en matière pénale. Le seigneur avait droit à une partie des amendes imposées. À Horst, le territoire de la commune, le tribunal des échevins et la seigneurie coïncidaient. Ces trois termes étaient donc souvent utilisés de manière interchangeable.

### 1500 à aujourd'hui
Au début du XVIe siècle, la seigneurie de Horst passa aux mains de la famille Van Wittenhorst de Clèves. À cette époque, Horst était un centre de l'industrie du lin et obtint donc le droit d'organiser deux foires annuelles en 1501. Le premier hôtel de ville fut construit en 1633. À cette époque, Horst était un lieu de repos important sur la route reliant Cuijk à Venlo. En 1648, Horst appartenait aux Gueldres espagnols et en 1713 à la Prusse. En 1729, Horst fut victime d'un grave incendie. Une liste des « impôts sur le bétail » de la seigneurie de Horst datant de 1749 a été conservée, indiquant qui y vivait et la quantité de bétail que ses habitants possédaient.[2]
À partir de 1815, Horst appartenait aux Pays-Bas unis. Pendant la Révolution belge, la région fut disputée, mais le traité de Londres de 1839 l'intégra définitivement aux Pays-Bas. Les changements sociaux du XIXe siècle et de la première moitié du XXe siècle furent considérables. Au début, l'agriculture et l'artisanat continuèrent d'exister, mais des changements s'amorcèrent progressivement, bouleversant tout le mode de vie. Lors de la mise en service officielle de la première machine à vapeur du Limbourg septentrional, dans le moulin de Frans Beuijssen, le 22 octobre 1850, l'Harmonie royale de Horst joua. Cette harmonie est la plus ancienne association encore existante à Horst. Elle fut fondée en 1817. À cette époque, à l'insu de beaucoup, une nouvelle ère s'ouvrait : l'industrialisation du Limbourg septentrional. Les usines allaient mettre fin au chômage et à la pauvreté. En 1850, Horst comptait 3 331 habitants, dont la plupart vivaient de l'agriculture. On y comptait 545 maisons, 200 métiers à tisser, 3 teintureries bleues, 3 brasseries, 2 chapelleries, 1 tannerie, 1 facteur d'orgues, 2 siroperies, 2 moulins à vent et 1 moulin à vapeur. Le Molen Op de Laak, un moulin à vent datant de 1893, fut construit avec une maison et une brasserie. Il y avait deux écoles publiques : une école primaire et une école française.

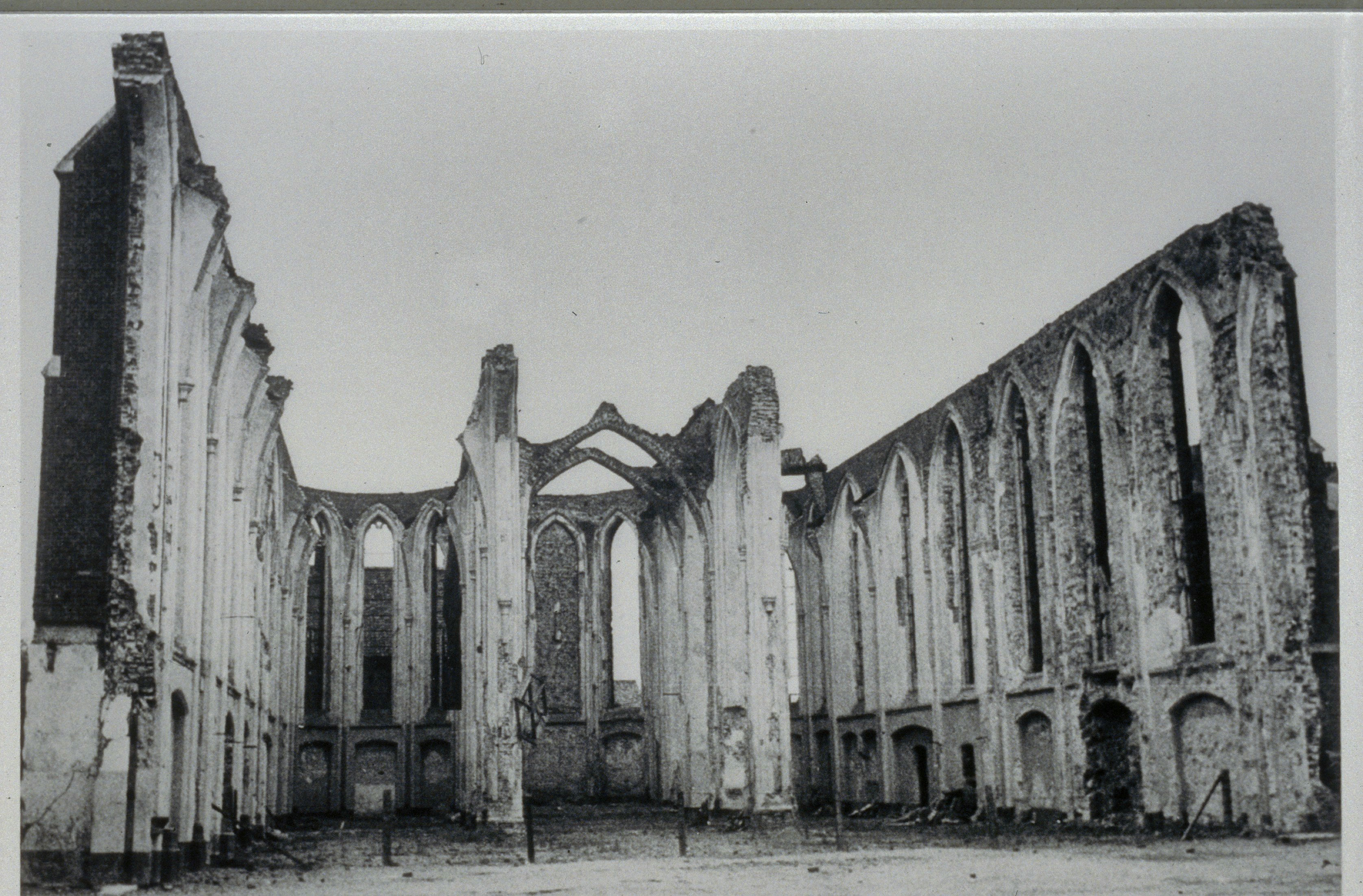
Les vestiges de l'église en 1944

Pendant la Seconde Guerre mondiale, l'église de Horst fut détruite, mais elle fut reconstruite dans les années qui suivirent. Après la guerre, Horst s'étendit vers le nord, puis vers l'est. Depuis 2005, Horst s'étend vers l'ouest grâce au nouveau quartier De Afhang. Ce quartier, dont une partie est encore en construction, comptera à terme 550 logements.
Jusqu'en 2001, Horst était une commune indépendante. Cette année-là, elle fusionna avec les communes voisines de Broekhuizen et Grubbenvorst pour former Horst aan de Maas.
Horst était une municipalité jusqu'au 1er janvier 2001, lorsque Broekhuizen et Grubbenvorst forment la nouvelle municipalité de Horst aan de Maas. La municipalité compte depuis les villes de Grubbenvorst, Lottum, Broekhuizen et de Broekhuizenvorst.
La liste des villes suivantes et leur recensement en 2007 :
- America, 2.134
- Broekhuizen, 786
- Broekhuizenvorst, 1.103
- Griendtsveen, 548
- Grubbenvorst, 4.790
- Hegelsom, 1.907
- Horst, 12.037
- Lottum, 2.031
- Melderslo, 1.969
- Meterik, 1.552
- Total, 28.857

## Personnalités
- Jacob Merlo Horstius ou Jacques Merler (1597-1644), prêtre et auteur de nombreux ouvrages ascétiques, est né à Horst.